# Hendrik Handloegten

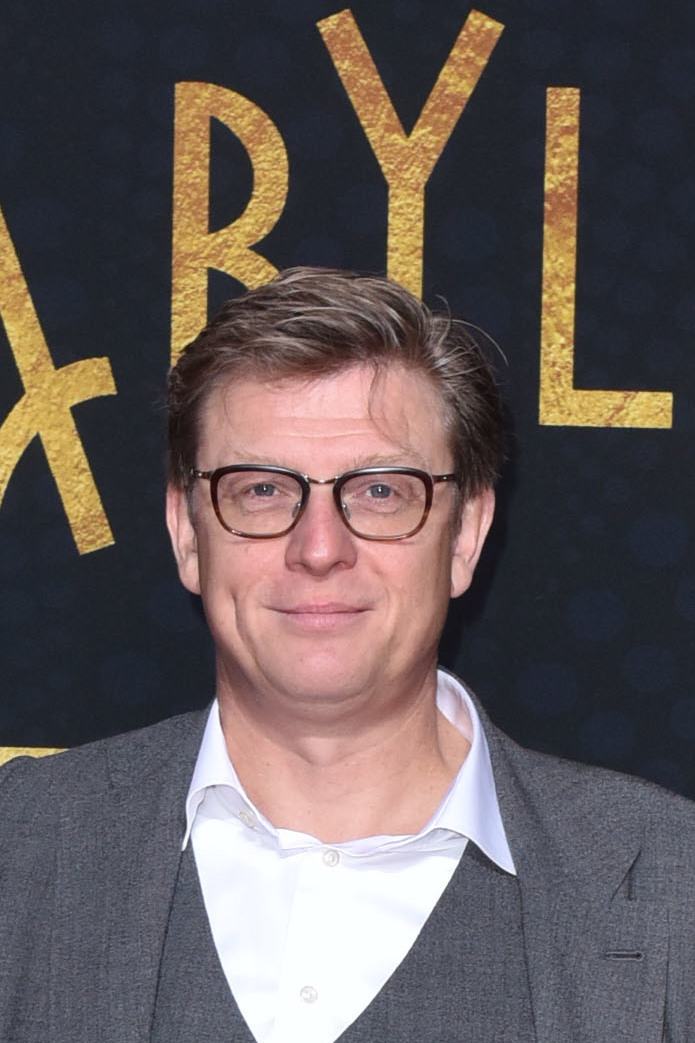
Hendrik Handloegten

Hendrik „Henk“ Handloegten (* 13. August 1968 in Celle) ist ein deutscher Filmregisseur und Drehbuchautor. Seit 2016 wird er auf offiziellen Websites, in Publikationen und im Abspann von Filmen als Henk geführt.

## Leben
Handloegten verbrachte aufgrund der Beschäftigung seines Vaters im Auswärtigen Amt seine Kindheit großteils außerhalb Deutschlands, lebte in Finnland, Brasilien, der Schweiz und in Frankreich. Im Jahre 1985 zog er von Paris nach Berlin. Er studierte ab 1993 Film an der Berliner dffb und schloss 2000 mit seinem Diplomfilm Paul Is Dead ab. Handloegten erhielt einige Auszeichnungen, darunter den Förderpreis Deutscher Film 2003 für das Drehbuch zum Film liegen lernen.
Hendrik Handloegten lebt gemeinsam mit der Schauspielerin Fritzi Haberlandt in Berlin-Kreuzberg. Haberlandt spielte wichtige Rollen in Handloegtens Spielfilmen liegen lernen (2003), Fenster zum Sommer (2011) und der Fernsehserie Babylon Berlin (seit 2017) sowie die Hauptrolle in seinem Fernsehfilm Ein spätes Mädchen (2007).

## Filmografie
Regie
- 1994: Buenos Tardes Amigo
- 1994: Elvis und Günther
- 1995: The Others
- 1996: Drei Jungs
- 1998: Marge meets Mike
- 2000: Paul Is Dead
- 2003: liegen lernen
- 2006: Tatort – Pechmarie
- 2006: Polizeiruf 110 – Dunkler Sommer
- 2007: Ein spätes Mädchen
- 2008: Tatort – Der tote Chinese
- 2011: Fenster zum Sommer
- 2012: Polizeiruf 110 – Fieber
- 2012: Sechzehneichen
- seit 2017: Babylon Berlin (Fernsehserie)

Drehbuch
- 2000: Paul Is Dead
- 2003: liegen lernen
- 2004: Was nützt die Liebe in Gedanken
- 2007: Ein spätes Mädchen
- 2008: Tatort – Der tote Chinese
- 2011: Fenster zum Sommer
- 2012: Sechzehneichen (mit Achim von Borries)
- 2014: Tatort – Der Eskimo
- seit 2017: Babylon Berlin (Fernsehserie)

Darsteller
- 1998: Dunckel